# Parcella
Parcella is een geslacht van vlinders uit de familie van de prachtvlinders (Riodinidae), onderfamilie Riodininae.
Parcella werd in 1910 voor het eerst wetenschappelijk beschreven door Stichel.

## Soort
Parcella omvat de volgende soort:
- Parcella amarynthina (Felder, C & R. Felder, 1865)